# Роговський Володимир Григорович
Володимир Григорович Роговський (21 лютого 1954, Херсон, УРСР, СРСР — 8 березня 2022, Херсон, Україна) — радянський, український футболіст, нападник, майстер спорту СРСР (1975).

## Кар'єра
Футболом почав займатися в рідному Херсоні. В складі дитячої команди «Чайка» став переможцем республіканського турніру на приз «Шкіряний м'яч». Після вдалого виступу в цьому турнірі вступив до київського спорт-інтернату, де його тренером був В. О. Горбач. 1971 року в складі збірної України став переможцем на Всесоюзній Спартакіаді школярів.
Після закінчення навчання повернувся додому, де його запросили до команди другої ліги «Локомотив» (Херсон). Коли прийшов час іти до армії, довелося грати в армійських командах. Там його й побачив тодішній тренер-селекціонер Олексій Дрозденко. Він запросив двадцятирічного Володимира Роговського до донецького «Шахтаря». Володимир практично одразу завоював місце в основному складі свого нового клубу, де на правому фланзі замінив Олександра Васіна, який пішов з команди. Висока швидкість та вміння обіграти «один в один» дозволили Роговському заявити про себе, як про одного з найперспективніших крайніх нападників. Й хоча голів було не так багато, але з його передач часто забивали його партнери — Віталій Старухін, Михайло Соколовський, Юрій Резник. За час виступів у донецькій команді Роговський став володарем Кубку СРСР (всього в цьому турнірі провів 10 ігор та забив 2 голи), двічі став срібним призером чемпіонату СРСР, один раз — бронзовим. В складі збірної України обійняв третє місце на Спартакіаді народів СРСР.
В єврокубках провів 10 матчів, забив 2 голи. Його удар головою на 3-ій хвилині в матчі за Кубок УЄФА між командами «Шахтар» (Донецьк) — «Динамо» (Берлін) 15 вересня 1976 року став першим єврокубковим голом в історії донецького клубу.
Провів 1 матч в складі молодіжної збірної СРСР (2 голи) та дві гри в складі другої збірної СРСР.
У 28-річному віці завершив активну кар'єру, повернувшись додому в Херсон.

## Після завершення кар'єри
Очолює кафедру фізичного виховання Херсонського економічно-правового інституту.

## Досягнення
- Володар Кубку СРСР: 1980
- Срібний призер Чемпіонату СРСР: (2) 1975, 1979
- Бронзовий призер Чемпіонату СРСР: 1978
- Бронзовий призер Спартакіади народів СРСР: 1979
- Володар призу журналу «Зміна» — «Найкращому дебютантові сезону»: 1975
- У перелікові «33 найкращих» в СРСР: (№ 3 — 1979)
- У перелікові «33 найкращих» в УРСР: (№ 2 — 1977)